# Olivar
Olivar este o comună din provincia Cachapoal, regiunea O'Higgins, Chile, cu o populație de 13.033 locuitori (2012) și o suprafață de 44,6 km2.